# Wenn der Wind singt
Wenn der Wind singt (jap. 風の歌を聴け Kaze no Uta o Kike) ist ein Roman von Haruki Murakami. Er erschien erstmals 1979 auf Japanisch. Der Autor hat sich von diesem Roman, der sein Erstlingswerk war, lange Zeit distanziert und Übersetzungen verhindert. Erst im Jahr 2015 erschien eine deutsche Übersetzung im DuMont Buchverlag.

## Inhalt
Im August 1970 verbringt der Erzähler seine Zeit mit einem Ratte genannten Kommilitonen. Beide gehen sie oft in Musikbars, trinken Bier und hören die Musik von zeitgenössischen Bands. Der Erzähler wird zudem Zeuge, wie Ratte sein Auto zu Schrott fährt. Ratte, der anfangs wenig liest, entschließt sich, Schriftsteller zu werden. Man erfährt, dass Ratte der Sohn eines reichen Unternehmers ist, der sich aus ärmlichen Verhältnissen hochgearbeitet hat und nun eine Chemiefabrik besitzt. Der Erzähler hat zudem Bekanntschaft mit mehreren Freundinnen. Eine studentische Bekanntschaft ruft beim Radiosender NEB an, mit der Bitte, California Girl von den Beach Boys für den Erzähler zu spielen. Er erkennt die Anruferin und bekommt zur Belohnung ein T-Shirt des Senders geschenkt.
Die Erzählung endet mit einem Exkurs zum (fiktiven) US-Autor Derek Hartfield und seinen Einfluss auf den Erzähler, selbst mit dem Schreiben zu beginnen.

## Kritik
„Die Handlung beider Romane [Anm.: Wenn der Wind spielt und Pinball 1973] ist schnell erzählt: Es geht um Selbstfindung, um Flirts. Denn noch besser als Bier schmeckt bekanntlich nur die Liebe. Murakami reduziert seine Geschichte ebenso aufs Wesentliche, wie seine Sprache.“